# Kiki Bertens
Kiki Bertens (Wateringen, 10 de Dezembro de 1991) é uma ex-tenista profissional holandesa. Teve melhor ranking o 4ª de simples, em maio de 2019. Conquistou 20 títulos no circuito WTA, sendo 10 de simples e 10 de duplas.
Anunciou que 2021 seria o último ano de sua carreira profissional. Os Jogos Olímpicos de Tóquio sinalizaram o derradeiro compromisso. O último jogo foi em 26 de julho, na derrota pela 2ª fase, em duplas.

## Finais

### Circuito WTA

#### Simples: 15 (10 títulos, 5 vices)
| Posição | N. | Data           | Campeonato                                              | Piso       | Oponente             | Placar         |
| ------- | -- | -------------- | ------------------------------------------------------- | ---------- | -------------------- | -------------- |
| Campeã  |    | Fevereiro 2020 | WTA de São Petersburgo, São Petersburgo, Rússia         | duro (c)   | Elena Rybakina       | 6–1, 6–3       |
| Campeã  |    | Maio 2019      | WTA de Madri, Madri, Espanha                            | saibro     | Simona Halep         | 6–4, 6–4       |
| Campeã  |    | Fevereiro 2019 | WTA de São Petersburgo, São Petersburgo, Rússia         | duro (c)   | Donna Vekić          | 7–62, 6–4      |
| Campeã  |    | Setembro 2018  | WTA de Seul, Seul, Coreia do Sul                        | duro       | Ajla Tomljanović     | 7–62, 4–6, 6–2 |
| Campeã  |    | Agosto 2018    | WTA de Cincinnati, Cincinnati, EUA                      | duro       | Petra Kvitová        | 66–7, 6–4, 3–6 |
| Campeã  |    | Abril 2018     | WTA de Charleston, Charleston, EUA                      | saibro (v) | Julia Görges         | 6–2, 6–1       |
| Campeã  |    | Julho 2017     | Ladies Championship Gstaad, Gstaad, Suíça               | saibro     | Anett Kontaveit      | 6–4, 3–6, 6–1  |
| Campeã  |    | Maio 2017      | WTA de Nuremberg, Nuremberg, Alemanha                   | saibro     | Barbora Krejčíková   | 6–2, 6–1       |
| Campeã  |    | Maio 2016      | WTA de Nuremberg, Nuremberg, Alemanha                   | saibro     | Mariana Duque Mariño | 6–2, 6–2       |
| Campeã  | 1. | 28 Abril 2012  | Grand Prix SAR La Princesse Lalla Meryem, Fez, Marrocos | saibro     | Laura Pous Tió       | 7–5, 6–0       |

#### Duplas: 16 (10 títulos, 6 vices)
| Posição | N. | Data            | Torneio                                  | Piso     | Parceira        | Oponentes                                  | Placar            |
| Campeã  |    | Janeiro 2018    | WTA de Brisbabe, Brisbane, Austrália     | duro     | Demi Schuurs    | Andreja Klepač María José Martínez Sánchez | 7–5, 6–2          |
| Campeã  |    | Outubro 2017    | WTA de Linz, Linz, Áustria               | duro (c) | Johanna Larsson | Natela Dzalamidze Xenia Knoll              | 3–6, 6–3, [10–4]  |
| Campeã  |    | Setembro 2017   | WTA de Seul, Seul, Coreia do Sul         | duro     | Johanna Larsson | Luksika Kumkhum Peangtam Plipuech          | 6–4, 6–1          |
| Campeã  |    | Julho 2017      | WTA de Gstaad, Gstaad, Suíça             | saibro   | Johanna Larsson | Viktorija Golubic Nina Stojanović          | 7–64, 4–6, [10–7] |
| Campeã  |    | Janeiro 2017    | WTA de Auckland, Auckland, Nova Zelândia | duro     | Johanna Larsson | Demi Schuurs Renata Voráčová               | 6–2, 6–2          |
| Campeã  |    | Outubro 2016    | WTA de Luxemburgo, Luxemburgo            | duro (c) | Johanna Larsson | Monica Niculescu Patricia Maria Țig        | 4–6, 7–5, [11–9]] |
| Campeã  |    | Outubro 2016    | WTA de Linz, Linz, Áustria               | duro (c) | Johanna Larsson | Anna-Lena Grönefeld Květa Peschke          | 4–6, 6–2, [10–7]  |
| Campeã  |    | Maio 2016       | WTA de Nuremberg, Nuremberg, Alemanha    | saibro   | Johanna Larsson | Shuko Aoyama Renata Voráčová               | 6–3, 6–4          |
| Campeã  | 2. | 19 Julho 2015   | Swedish Open, Båstad, Suécia             | saibro   | Johanna Larsson | Tatjana Maria Olga Savchuk                 | 7–5, 6–4          |
| Campeã  | 1. | 17 Janeiro 2015 | Hobart International, Hobart, Austrália  | duro     | Johanna Larsson | Vitalia Diatchenko Monica Niculescu        | 7–5, 6–3          |